# Aeroporto di Douala
L'Aeroporto di Douala (IATA: DLA, ICAO: FKKD) (in francese: Aéroport de Douala), definito come internazionale dalla ASECNA, è un aeroporto camerunese situato sulle coste del Golfo di Guinea, nella parte sud occidentale del Camerun, 4 km a sud sud est di Douala, capitale della Regione del Litorale. La struttura è dotata di una pista di cemento lunga 2850 m e larga 45 m, l'altitudine è di 10 m, l'orientamento della pista è RWY 12-30. L'aeroporto è aperto al traffico commerciale 24 ore al giorno ed e hub per la compagnia aerea di bandiera del Camerun, la Camair-Co.